# 黃翠珊
黃翠珊（Susan Wong，1970年1月1日—），曾使用藝名黃浩詩（Janelle Wong），香港輕音樂及柔和爵士女歌手，出生於英屬香港，她在七歲的時候，移民到澳洲悉尼，有HiFi歌后之稱。1997年以流行曲專輯《Introducing》出道，及後因唱片公司人事變動而轉職為會計師。
2002年在音樂人Keith Yip（葉健華）引薦下推出發燒英語專輯《Close To You》而在音響界大受歡迎而繼續她的音樂事業。

## 簡歷

### 新人期 （1996-1997年）
1996年黃翠珊在二十六歲的時候，參加無綫電視舉辦的全球華人歌唱比賽澳洲賽區獲冠後，她與「嘉音唱片」簽約出道。
1997年黃翠珊以藝名「黃浩詩」（ジャネール・ウォン）投身香港及日本流行樂壇。她於1997年9月3日日本推出了第一張粵語大碟《Introducing》，唱片封面形象帶著濃厚的日本都市氣息，當時唱片公司在宣傳上，把黃翠珊視為日本本地歌手一樣去推廣。該專輯香港地區第一主打歌是《如在這刻需要我》，日本地區第一主打歌是《她使我妒忌》（シー・メイクス・ミー・ジェラス），可惜此專輯反應一般，未能突出。其後因波麗佳音撤離香港業務而解約，黃翠珊第二張灌錄中的唱片，亦因唱片公司結業而胎死腹中。

### 走紅期 （2002－2004年）
2002年黃翠珊由當年發掘她加入香港樂壇的舊唱片製作公司樂意唱片老闆葉建華引薦下再戰江湖，推出發燒英語專輯《Close To You》。專輯在無宣傳的情況下，銷量仍達雙白金，而且更連續多星期高踞HMV爵士樂暢銷榜冠軍，這專輯甚至遠銷至星、馬、泰、日等地。黃因這專輯，而在音響界大受歡迎，繼而繼續她的音樂事業。

### 展變期 （2007－至今）
2007年初，黃翠珊加入了香港唱片公司Evolution Music Group，並於2007年8月發行了她的第一張專輯《Someone Like You》。專輯在美國納許維爾錄製，並迅速在東南亞地區獲得商業上成功。 
黃翠珊在瑞士日內瓦由Adrien Zerbini監製下錄製了她的第二張專輯《511》。專輯收錄了不少Bossa Nova風格的經典歌曲，例如Michael Jackson的《Billie Jean》和Hall & Oates的《Everytime You Go Away》。《Billie Jean》在東南亞地區廣受歡迎，YouTube上的一個版本收到了超過三百七十萬次的觀看次數。
2010年，黃翠珊再次回到日內瓦跟 Adrien Zerbini再度合作，在結他手Ignacio Lamas的參與下錄製新專輯。專輯主要集中以全新方式演繹六十年代末和七十年代初期的經典流行歌曲, 當中包括《California Dreamin'》、《The Sound of Silence》和《Have You Ever Seen the Rain?》。專輯在Linn Records 的 studio master 下載榜高居第一位，並在榜的前十名中佔據了超過了六個月的時間。
5年後, 黃翠珊回到當初加入公司後錄音的地方, 美國納許維爾的Ocean Way Studio錄製專輯。在錄音場地直接錄製的專輯《My Live Stories》，以CD、 SACD和HQCD方式在2012年12月推出。後來又在2013年推出DVD和Blu-ray。2014年，黃翠珊推出第五張專輯《Woman In Love》，並以經典女聲為題翻唱首首經典歌曲。黃翠珊現正錄製新專輯，期望2018年推出。

## 音樂作品

### 專輯
- 1997年：《Introducing》
- 2002年：《Close To You》
- 2003年：《I Wish You Love》
- 2004年：《These Foolish Things》
- 2005年：《Just A Little Bossa Nova》
- 2006年：《A Night At The Movies》
- 2007年：《Someone Like You》
- 2008年：《The Best Of Susan Wong》
- 2009年：《511》
- 2010年：《Step Into My Dreams》
- 2012年：《My Live Stories》
- 2014年：《Woman In Love》
- 2019年：《Close to Me》

### 單曲
- 2021年：《蔓珠莎華》（鮑比達、4te! feat. 黃翠珊，音樂永續作品）、《Nothing More To Say》

## 備註
1. ↑  黃翠珊突破Hi Fi歌后框框——《頭條日報》，2009年6月1日，2013年2月2日 (六) 00:20 (UTC+8)查閱（繁體中文）

## 連結
- 黃翠珊官方網站 （页面存档备份，存于）
- 黃翠珊的Facebook專頁